# 1933年3月12日月食
1933年3月12日月食为一次在协调世界时1933年3月12日出現的半影月食。該次月食半影食分為0.618、全影食分為-0.410。

## 概述
這次月食的食分是11.41。

## 基本參數
- 類型：半影月食
- 食甚資料：
  - 日期：1933年3月12日
  - 時間：2:33
  - 月球位置：赤經11.41度、赤緯2.5度
  - 食分：半影食分：0.618、全影食分：-0.410

## 外部連結
- NASA月食專頁（页面存档备份，存于）（英文）